# Dekanat Sigmaringen-Meßkirch
Das Dekanat Sigmaringen-Meßkirch, eines von 26 Dekanaten im römisch-katholischen Erzbistum Freiburg, reicht von Trochtelfingen bis Illmensee. Noch weiter im Süden liegt die Exklave Achberg. Der Sitz ist Sigmaringen. Die Zahl der Katholiken sank zwischen 2010 und 2020 kontinuierlich von 70.000 auf 61.000.

## Geschichte
Es wurde am 1. Mai 2008 aus dem ehemaligen Dekanat Sigmaringen und den überwiegenden Teilen des Dekanats Meßkirch zusammengefasst. 2015 wurden aus ehemals 18 Seelsorgeeinheiten elf gebildet.
Das Dekanat bildet zusammen mit den Dekanaten Hegau, Konstanz, Linzgau und Zollern die Region Bodensee–Hohenzollern des Erzbistums Freiburg.

## Gliederung
Die elf Seelsorgeeinheiten (SE) mit den dazugehörigen Gemeinden sind:
| Seelsorgeeinheiten             | zugehörige Pfarreien und Filialen |
| ------------------------------ | --- |
| SE Beuron                      | St. Martin (Beuron), St. Nikolaus (Beuron-Hausen), St. Johann Baptist (Bärenthal) |
| SE Gammertingen-Trochtelfingen | St. Leodegar (Gammertingen), St. Nikolaus (Feldhausen), St. Martin (Kettenacker), St. Mauritius (Neufra), St. Martin (Trochtelfingen), Trochtelfingen-St. Pankratius (Steinhilben). Zur Diözese Rottenburg-Stuttgart gehörend: Zum Hl. Josef (Bronnen)                                                                                                   |
| SE Krauchenwies-Rulfingen      | St. Laurentius (Krauchenwies), St. Anna (Ablach), St. Nikolaus (Göggingen), St. Odilia (Krauchenwies-Hausen), St. Ulrich (Rulfingen) |
| SE Laiz-Leibertingen           | St. Peter und Paul (Leibertingen), St. Michael (Kreenheinstetten), St. Laurentius (Thalheim), St. Peter und Paul (Laiz), St. Gallus (Gutenstein), Mater dolorosa (Engelswies), St. Johannes und Paulus (Vilsingen) |
| SE Meßkirch-Sauldorf           | St. Martin (Meßkirch), St. Nikolaus (Dietershofen), St. Peter und Paul (Heudorf), St. Johannes der Täufer (Menningen), St. Peter und Paul (Rohrdorf), St. Sebastian (Sauldorf), St. Cyriak (Bietingen), St. Silvester (Boll), St. Johannes der Täufer (Krumbach), St. Michael (Rast)                                                                     |
| SE Oberer Linzgau              | St. Jakob (Pfullendorf), St. Johann (Denkingen), St. Peter und Paul (Zell a. A.), Mariä Himmelfahrt (Illmensee) |
| SE Ostrachtal                  | St. Pankratius (Ostrach), St. Blasius (Burgweiler), St. Nikolaus (Einhart), St. Stephan (Habsthal), St. Luzia (Levertsweiler), St. Pankratius (Magenbuch), St. Urban (Tafertsweiler) |
| SE Sigmaringen                 | St. Johann (Sigmaringen), St. Fidelis (Sigmaringen), Herz Jesu (Gorheim), Sigmaringen-St. Anna (Jungnau), St. Peter und Paul (Sigmaringendorf), Mariä Himmelfahrt (Bingen) |
| SE Heuberg                     | St. Mauritius (Stetten), St. Silvester (Frohnstetten), St. Zeno (Storzingen), St. Kolumban (Schwenningen), St. Agatha (Heinstetten), St. Jakobus (Hartheim) |
| SE Straßberg-Veringen          | St. Verena (Straßberg), Winterlingen-St. Peter und Paul (Benzingen), St. Mauritius (Harthausen), St. Nikolaus (Veringenstadt), Veringenstadt-Veringendorf St. Michael (Veringendorf), Hettingen St. Martin (Hettingen), Hettingen-Inneringen St. Martin (Inneringen), Zur Diözese Rottenburg-Stuttgart gehörend: Winterlingen St. Gertrud (Winterlingen) |
| SE Wald                        | Gemeinden: St. Bernhard (Wald), St. Remigius (Sentenhart), St. Gallus (Walbertsweiler), St. Eligius (Aftholderberg), St. Antonius (Großschönach), St. Peter und Paul (Herdwangen), St. Martin (Aach-Linz) |

## Besonderheiten
Die Pfarreien St. Michael (Esseratsweiler) (SE An der Argen), St. Georg (Siberatsweiler) (SE An der Argen), St. Konrad (Langenenslingen) (SE Langenenslingen) und St. Nikolaus (Billafingen) (SE Langenenslingen) sind Seelsorgeeinheiten der Diözese Rottenburg-Stuttgart in den Dekanaten Allgäu-Oberschwaben und Biberach zugeordnet.
Die Pfarrei Zum Hl. Josef (Bronnen) der Diözese Rottenburg-Stuttgart gehört zur SE Gammertingen-Trochtelfingen.